# Стара Вода (Храдец Кралове)
Стара Вода (чеш. Stará Voda) је насељено мјесто са административним статусом сеоске општине (чеш. obec) у округу Храдец Кралове, у Краловехрадечком крају, Чешка Република.

## Становништво
Према подацима о броју становника из 2014. године насеље је имало 130 становника.